# Axtwurfanlage
Die Axtwurfanlage ist eine Parkanlage in Neustadt an der Weinstraße. Sie steht unter Denkmalschutz.

## Lage
Die Anlage befindet sich auf dem Nollenkopf.

## Beschreibung
Bei der Axtwurfanalge handelt es sich um einen erhaltenen Landschaftspark. Er umfasst ein Wegesystem mit hangparallelen und diagonalen, teilweise mit gestuften Verbindungswegen, sowie ferner Plateaus und Aussichtsrondelle und Ruhebänke, die ab 1892 entstanden. In den Jahren 1897 und 1898 sowie 1901 und 1902 wurden neue Wege abgelegt. 
Innerhalb der Parkanlage befindet sich ein Gedenkstein an Christian Mehlis, der von 1893 bis 1924 von Jakob Wilhelm Steger erschaffen wurde. Hinzu kommt der Max- oder Waldschratbrunnen, der 1918 und 1919 entstand. Nördlich außerhalb des Parks befindet sich ein Gebäude, das wahlweise als Vereinshaus oder Schutzhütte diente, und 1914 vom Architekten Franz Huber gebaut wurde.

## Geschichte
Die Anlage entstand im Zeitraum von 1892 bis 1898. Nach 1945 wurde der Park aufgelassen und die östlich gelegenen Teile – einschließlich Stadtparks – überbaut. Seitdem gehört das verbliebene Areal zum Stadtwald. Die erhaltenen Elemente wurden im Jahr 2003 freigelegt.